# Проспект Генерала Дорохова
Проспект Генерала Дорохова (бывший Южный дублёр Кутузовского проспекта, включавший в себя проектируемый проезд № 4931 и южную часть улицы Генерала Дорохова) — бессветофорная автомобильная дорога в Москве. Наряду с Северным дублёром Кутузовского проспекта способствует разгрузке Кутузовского проспекта. Проспект Генерала Дорохова проходит от Третьего транспортного кольца до МКАД. Длина основного хода дороги составляет 10,5 км (со съездами — 11,5 км).
22 января 2020 года постановлением Правительства Москвы № 33-ПП транспортному объекту присвоено название в честь генерал-лейтенанта русской императорской армии, героя Отечественной войны 1812 года Ивана Дорохова, выбранное по результатам голосования на портале «Активный гражданин».

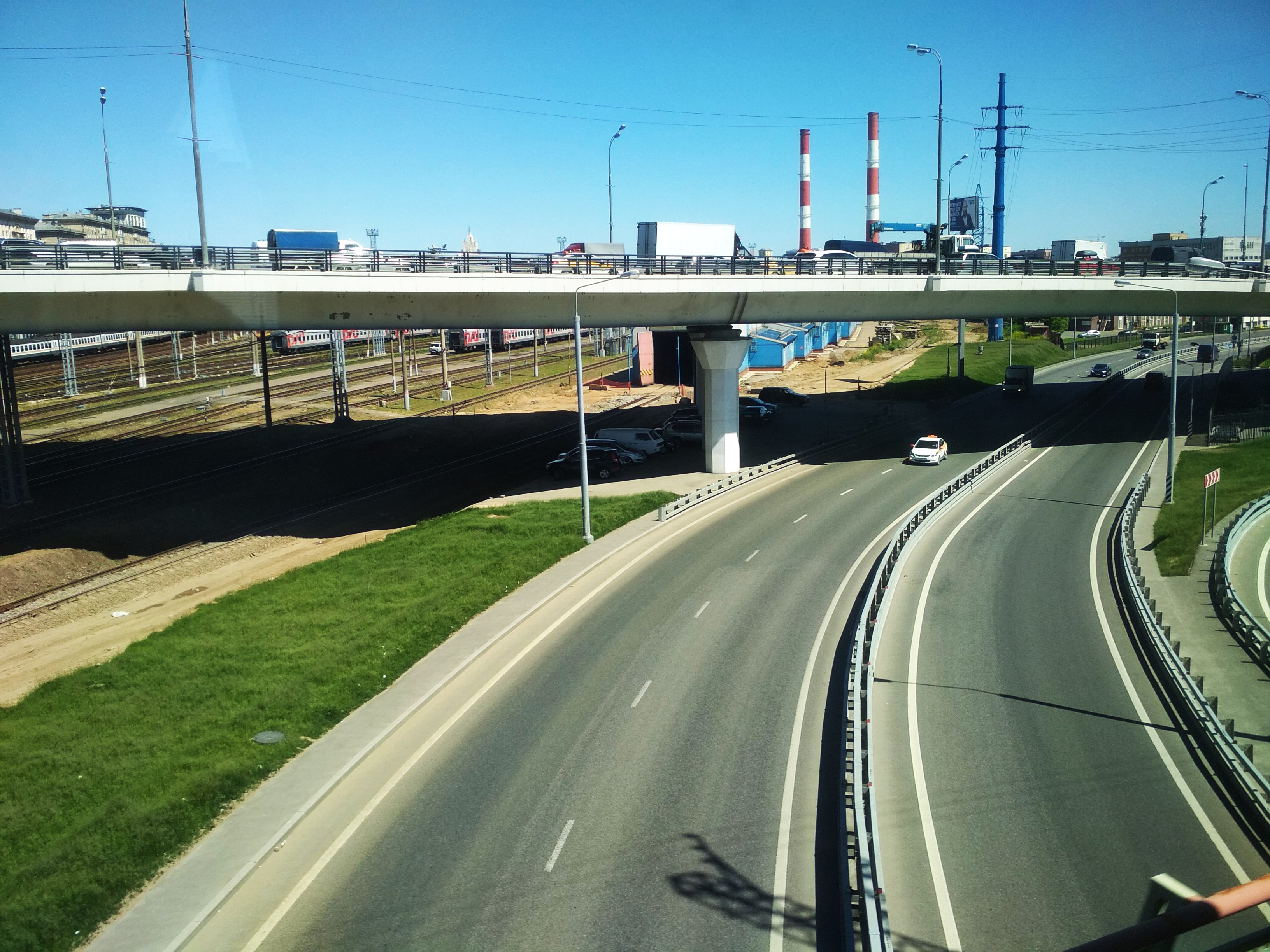
Северо-восточный конец проспекта, выход на Третье транспортное кольцо

## Трассировка
Проспект Генерала Дорохова начинается от Третьего транспортного кольца южнее путей Киевского направления Московской железной дороги. Далее дорога проходит вдоль южной стороны железнодорожных путей, пересекает Минскую улицу, доходит до платформы Матвеевская, по эстакаде переходит на северную сторону железной дороги и после пересечения с Аминьевским шоссе вливается в участок, построенный в рамках строительства Северо-Западной хорды (проектируемый проезд № 4931 — улица Генерала Дорохова до развязки с МКАД).

## Строительство
Строительство осуществлялось в три этапа:
1. Участок от МКАД до Аминьевского шоссе — реконструкция улицы Генерала Дорохова, строительство проектируемого проезда № 4931 (работы завершены в сентябре 2019 года).
2. Участок от Аминьевского шоссе до Минской улицы (открыт 20 января 2020 года)[6].
3. Участок от Минской улицы до Третьего транспортного кольца (открыт 21 октября 2020 года)[7][8].

## Общественный городской транспорт
По проспекту Генерала Дорохова проходит общественный городской транспорт:
- Электробусный маршрут № 205: Беловежская улица — Киевский вокзал (изменён по нынешней трассе с 31.10.2020 года; проходит по всей трассе Проспекта Генерала Дорохова).
- Автобусный маршрут № 807: Метро Озёрная — МЦД Очаково (проходит по отрезку Проспекта Генерала Дорохова от Рябиновой улицы до Улицы Генерала Дорохова).